# 中華民國109年全民運動會元極舞比賽
中華民國109年全民運動會元極舞比賽區分團體組、長青組、武舞組及永齡個人組，共產生四面金牌
，賽事於109年10月18日至10月19日在國立花蓮高級工業職業學校舉行。

在全民運動會籌備會、中華民國元極舞協會指導下，由中華民國元極舞協會負責元極舞競賽各項技術工作。

## 比賽指導單位
中華民國元極舞協會

## 競賽資訊[a 1]

### 大會日期
中華民國 109 年 10 月 17 日（星期六）至 22 日（ 星期四）。

### 比賽日程
109 年 10 月 10 月 18 日（星期日）至 10 月 19 日（星期一）計 2 天。

### 比賽場地
國立花蓮高級工業職業學校（ 花蓮縣花蓮市府前路 27 號）。

### 比賽項目
| 項目       |
| 團體組     |
| 長青組     |
| 武舞組     |
| 永齡個人組 |

## 裁判名單[a 1]
| 職務           | 姓名                                                           |
| -------------- | -------------------------------------------------------------- |
| 審判委員召集人 | 姜茂勝                                                         |
| 審判主任委員   | 蔡篤如                                                         |
| 審判委員       | 林素梅、 許昌輝、 謝寶葉、 潘魏秋菊                            |
| 裁 判 長       | 潘美蓮                                                         |
| 裁 判          | 林富美、許昌榮、魏明朝、蕭銘錫、李花香、廖美珠、李瑞琴、張香娥 |
|                | 吳梅櫻、楊富美、李坤榮、曾德堂、韓玉蓮、蘇怡珮、林秀華、賴武弘 |
|                | 陳忠良、王素雲、洪淑姿、陳祝煥、黃秀娥、葉素如、郭美麗、鄭毓真 |
|                | 陳玉好、陳春金、姚純芳、蔡麗容、賴雲英、林松貞、李秀敏、黃蕙雯 |
|                | 祝 鎖、李雙梅、許認份                                          |

## 決賽成績列表[a 2]
| 序          | 單位   | 比賽項目               | 姓名                                                          | 成績   | 備註 | 名次 | 組別   | 種類   | 日期     |
| 1           | 新竹市 | 混合組元極舞團體組     | 蔣蘭恩 江秀美 譚玉美 蔡素卿 宋翊寧 林秀英 韓美雲 黃秀絨       |        |      | 1    | 混合組 | 元極舞 | 10月19日 |
| 2           | 新竹縣 | 混合組元極舞團體組     | 曾明華 盧堂珍 鄭玉嬌 王國珍 葉瑞平 程琳淇 黃純英 何秀燕       |        |      | 2    | 混合組 | 元極舞 | 10月19日 |
| 3           | 高雄市 | 混合組元極舞團體組     | 林桂鳳 涂秀連 陳慧禎 李楊淑華 黃方美惠 林連止 李敏芳 廖妙艶   |        |      | 3    | 混合組 | 元極舞 | 10月19日 |
| 4           | 臺南市 | 混合組元極舞團體組     | 陳郭阿蜜 鄭春菊 葉金票 洪月珠 黃麗娥 王麗欽 黃蓮月 趙建平     |        |      | 4    | 混合組 | 元極舞 | 10月19日 |
| 5           | 臺中市 | 混合組元極舞團體組     | 謝春苗 鍾賴燕 林陳麗雲 林慧卿 王美華 張鳴鳳 王玉珠 張鈺       |        |      | 5    | 混合組 | 元極舞 | 10月19日 |
| 6           | 臺北市 | 混合組元極舞團體組     | 鄭素珠 吳清宜 宋水蘭 陳珮云 岳麗平 李廖麗花 郭惠娥 劉黃金桃   |        |      | 6    | 混合組 | 元極舞 | 10月19日 |
| rowspan=2\| |        |                        |                                                               |        |      |      |        |        |          |
| 9           | 新竹市 | 混合組元極舞武舞組     | 陳沈雪嬌 楊寶環 鄭玉桃 紀美玉 楊寶昭 彭良玉 陳櫻梅 張秀菊     |        |      | 1    | 混合組 | 元極舞 | 10月19日 |
| 10          | 臺北市 | 混合組元極舞武舞組     | 何麗雪 簡玉霞 游瑞月 黃秀合 陳美蘭 沈盈嬌 陳叡霖 陳春美       |        |      | 2    | 混合組 | 元極舞 | 10月19日 |
| 11          | 臺中市 | 混合組元極舞武舞組     | 梁玉杏 李斯蓮 田詠苓 江春英 林梁秋煌 吳瑛娟 廖麗雪 林女琴     |        |      | 3    | 混合組 | 元極舞 | 10月19日 |
| 12          | 宜蘭縣 | 混合組元極舞武舞組     | 王月英 謝春英 吳素珍 簡碧慧 許美香 劉呂素愛 陳江月霞 吳玉鳳   |        |      | 4    | 混合組 | 元極舞 | 10月19日 |
| 13          | 臺北市 | 混合組元極舞永齡個人組 | 陳美秀                                                        | 88.250 |      | 1    | 混合組 | 元極舞 | 10月19日 |
| 14          | 高雄市 | 混合組元極舞永齡個人組 | 李吉樑                                                        | 87.563 |      | 2    | 混合組 | 元極舞 | 10月19日 |
| 15          | 新竹市 | 混合組元極舞永齡個人組 | 黃錦美                                                        | 87.050 |      | 3    | 混合組 | 元極舞 | 10月19日 |
| 16          | 基隆市 | 混合組元極舞永齡個人組 | 江林招治                                                      | 86.950 |      | 4    | 混合組 | 元極舞 | 10月19日 |
| 17          | 臺中市 | 混合組元極舞永齡個人組 | 黃景彬                                                        | 86.563 |      | 5    | 混合組 | 元極舞 | 10月19日 |
| 18          | 花蓮縣 | 混合組元極舞永齡個人組 | 劉鄭絹                                                        | 86.538 |      | 6    | 混合組 | 元極舞 | 10月19日 |
| 19          | 臺北市 | 混合組元極舞長青組     | 徐劉雪琴 何秀貞 廖清秀 洪菊珠 李坤琪 洪葉寶葉 王嬰足 蕭晚清   |        |      | 1    | 混合組 | 元極舞 | 10月19日 |
| 20          | 新竹市 | 混合組元極舞長青組     | 李枝樺 陳月琴 林淑娥 邱吳桂香 林歐美蓉 楊吳玉蓮 吳秀玲 張玉炤 |        |      | 2    | 混合組 | 元極舞 | 10月19日 |

(成績結果以中華民國109年全民運動會大會公佈為主，本成績僅供參考)

### 官方資料
1. 1 2 3  （繁體中文） (PDF). 109年全民運動會籌備處.   [2021-02-14]. （原始内容存档 (PDF)于2020-10-22）.
2. ↑  （繁體中文）.   [2020-10-21]. （原始内容存档于2020-10-28）.
3. ↑  （繁體中文）. 2020-10-19  [2020-10-19]. （原始内容存档于2020-10-23）.
4. ↑  （繁體中文）.
5. ↑  （繁體中文）. 2020-10-19  [2020-10-19]. （原始内容存档于2020-10-22）.
6. ↑  （繁體中文）. 2020-10-19  [2020-10-19]. （原始内容存档于2020-10-24）.
7. ↑  （繁體中文）. 2020-10-19  [2020-10-19]. （原始内容存档于2020-10-26）.

### 新聞報導
1. ↑  . 109年全民運動會. 2020-10-16  [2020-10-16]. （原始内容存档于2020-10-24）.

## 外部連結
- （繁體中文）109年全民運動會官方網站 （页面存档备份，存于）